# Giuseppe Maddaloni
Giuseppe (Pino) Maddaloni (ur. 10 lipca 1976 w Neapolu) – włoski judoka.
Na Igrzyskach Olimpijskich w Sydney w 2000 zdobył złoty medal w wadze lekkiej. Do jego osiągnięć należy także sześć medali mistrzostw Europy: dwa złote (1998, 1999), dwa srebrne (2001, 2006) i dwa brązowe (2002, 2008). Ma w swoim dorobku również dwa medale igrzysk śródziemnomorskich: brązowy (Bari 1997) i złoty (Almería 2005) oraz także dwa medale światowych igrzysk wojskowych: brązowy (Zagrzeb 1999) i srebrny (Katania 2003). W 2005 w Petersburgu wywalczył tytuł wojskowego mistrza świata. W 1997 został mistrzem Włoch.